# Google EPIC
Google EPIC ist ein Kurzfilm, der von Robin Sloan und Matt Thompson kreiert und unter die Creative Commons Licence gestellt wurde. Die erste Fassung unter dem Titel „Google EPIC 2014“ wurde im November 2004 mit der Originalmusik von Aaron McLeran veröffentlicht.

## Filme

### Google EPIC 2014
Der erste Kurzfilm stellt einen fiktiven Rückblick durch das „Museum of Media History“ von 2014 dar. Es wird die Entstehung des Internets und der Unternehmen Amazon, Google und MSN beschrieben. Darüber hinaus zeigt der Film eine mögliche Weiterentwicklung der Konzerne über „Googlezon“ als Fusion von Google und Amazon bis hin zu „Google EPIC“ und die damit verbundenen Möglichkeiten der Mitwirkung von jedermann an aktuellen Geschehen, aber auch der Einschränkung der Privatsphäre und des geistigen Eigentums. Der Film entstand 2004 und wurde im November desselben Jahres veröffentlicht.
Länge: ca. 8 min

### Google EPIC 2015
Kurz nach der Fertigstellung von Google EPIC 2014 ist den Machern noch einiges ein- und aufgefallen, was fehlte. Somit entschloss man sich noch einmal ein überarbeitetes Werk herauszubringen. Google EPIC 2015 ist nicht ganz so düster wie sein Vorgänger und beschreibt die fiktiven Möglichkeiten weniger kritisch als der erste Teil. Das Update wurde im Januar 2005 veröffentlicht.
Länge: ca. 8 min
Der überarbeitete Teil von Google EPIC wurde von der Aperto AG ins Deutsche übersetzt. Die Rolle der Sprecherin wurde von Franziska Pigulla übernommen.